# 黑河墩之战
黑河墩之战，明世宗嘉靖十五年（1536年）秋，明军抗击鞑靼蒙古右翼三万户吉囊率众攻扰延绥黑河墩（今陕西省榆林市西南）的作战。
1536年秋，吉囊领兵攻入延绥（今陕西省榆林市），想要深入陕西抢掠人畜。当时明朝右都御史刘天和总制陕西三边军务，下令守军修战具、筑城堡，练骑兵，并创制攻守兼用的独轮战车装备部队，来加强边境防御力量。刘天和得知蒙古军前来进攻，料定其进入明境后会转兵西向，于是派延绥副将白爵与参将吴英合兵，迅速抵达黑河墩埋伏。吉囊果然向西攻掠，至黑河墩被明军伏击，死伤惨重。于是转兵东攻蒺藜川（今陕西省榆林市东北），又被白爵击败，吉囊于是收集败兵退到寇家涧、张家塔一带，立足未稳，又被明朝追兵围攻，再次失败，率余部北撤。